# Göran Malkar
Lars Arvid Göran Malkar (ur. 7 kwietnia 1954 w Skellefteå) – szwedzki szermierz, brązowy medalista mistrzostw świata.
Podczas mistrzostw świata w Hamburgu w 1978 roku reprezentanci Szwecji w składzie: Johan Harmenberg, Rolf Edling, Göran Malkar, Hans Jacobson i Carl von Essen zdobyli brązowy medal w szpadzie drużynowej. Był to jedyny medal Malkara wywalczony w zawodach tego cyklu.
Na igrzyskach olimpijskich w Montrealu w 1976 roku odpadł w pierwszej rundzie turnieju indywidualnego florecistów. Na rozgrywanych cztery lata później igrzyskach olimpijskich w Monachium zajął piąte miejsce w szpadzie drużynowej. W zawodach indywidualnych tym razem nie startował. 